# Али, Садам
Садам Али (англ. Sadam Ali; род. 26 сентября 1988 года, Бруклин, Нью-Йорк, США) — американский боксёр-профессионал, выступающий в первой средней весовой категории. Чемпион мира по версии WBO в первом среднем весе (2017—2018).
Обладатель наград «Возвращение года» (2017)  и «Апсет года» (2017) по версии журнала The Ring.

## Биография
Али родился в 1988 году в Бруклине (Нью-Йорк) в семье иммигрантов из Йемена, у него четыре сестры и брат. Начал карьеру в Bed-Stuy Boxing Club в бруклинском районе Бедфорд — Стайвесант в возрасте восьми лет, вдохновлённый примером британского боксёра йеменского происхождения «Принца» Насима Хамеда.

## Любительская карьера
Али — победитель Юниорских Олимпийских игр, ежегодного соревнования Американского любительского спортивного союза, национальный чемпион Полицейской спортивной лиги, чемпион США среди юношей до 19 лет и двукратный чемпион турнира «Золотые перчатки» в Нью-Йорке.
В 2006 году в возрасте 17 лет Али выиграл национальный чемпионат «Золотых перчаток» в полулёгком весе. Затем он представлял США на чемпионате мира среди юниоров 2006 года, где выиграл бронзовую медаль.
В 2007 году Али перешёл в более тяжёлую весовую категорию и снова выиграл национальный чемпионат «Золотых перчаток», теперь уже в лёгком весе, став всего лишь вторым боксёром, который выигрывал эти соревнования в двух разных весовых категориях в течение нескольких лет в Нью-Йорке. Позже в том же году он уступил в четвертьфинальном раунде чемпионата США по боксу. Однако в августе 2007 года занял первое место в лёгком весе на Юниорских Олимпийских играх США в Хьюстоне, став первым боксёром из пяти районов Нью-Йорка, выигравшим эти состязания с тех пор, как в 1988 году на них победил Риддик Боу.
Осенью 2007 года Али уступил в матче второго раунда чемпионата мира по любительскому боксу в Чикаго, который одновременно был олимпийским квалификационным турниром.
Через три недели после Чикаго Али участвовал в показательном матче «США против Китая и Казахстана» в Цзуньи (Гуйчжоу, КНР). Допинг-тест Али, взятый во время матча, дал положительный результат, показав наличие в организме боксёра катина, запрещённого стимулятора, обнаруженного в кате, препарате, широкого распространённом среди йеменского американского сообщества. Нарушение угрожало спортсмену двухлетним отстранением от любительских соревнований, в том числе, от летних Олимпийских играх 2008 года. В ноябре 2007 года Али заявил что случайно употребил катин после того, как простудился в Китае. Его доктор позже признал, что лекарства, которые он дал Али, смешавшись, могли бы дать положительный тест на катин. В феврале 2008 года Али согласился на трёхмесячную дисквалификацию, начинавшуюся в день, когда он признал употребление катина. Поскольку скор дисквалификации истёк 22 февраля 2008 года, Али смог принять участие в двух олимпийских квалификационных турнирах весной 2008 года.
Право участвовать в Олимпиаде 2008 года Али получил в марте 2008 года, заняв второе место на первом американском олимпийском отборочном турнире AIBA в Порт-оф-Спейне (Тринидад и Тобаго). Он победил Хесуса Куадро (Венесуэла) в четвертьфинальном раунде и Хуана Николаса Куэлласа (Аргентина) в полуфинальном раунде, после чего уступил в финале кубинцу Йорденису Угасу решением судей со счетом 13-5. Али Садам стал первым арабо-американцем, который представлял США на Олимпийских играх.
На Олимпийских играх Али провёл всего один поединок, уступив решением судей уже во вступительном матче 11 августа 2008 года Георгиану Попеску (Румыния). После завершения Олимпийских игр 2008 года Али Садам перешёл в профессиональный бокс.

## Профессиональная карьера
Свой первый бой как профессионал Али провёл 17 января 2009 года. Ему потребовалось 1 минута 42 секунды, чтобы победить Рикки Томпсона. 16 июля 2010 года в Prudential Center в Ньюарке (штат Нью-Джерси) Али провёл против Джулиаса Эдмундса свой первый прямой телевизионный бой на ESPN. Садам вернулся в Prudential Center 21 августа 2010 года, в своём втором телевизионном поединке победив костариканца Ленина Арройо. 9 декабря Али на своём втором PPV-турнире, победил единодушным решением судей Мануэля Гусмана. 9 апреля в своем третьем телевизионном поединке PPV Али в третьем раунде выбил Хавьера Переса.
6 ноября 2010 года в Бруклине Али Садам во втором раунде нокаутировал в новоорлеанца Гэри Бержерона.
24 июня 2013 года Али подписал контракт с Golden Boy Boxing.
8 ноября 2014 года Садам Али, будучи аутсайдером, победил Хуана Карлоса Абрегу техническим нокаутом в 9-м раунде, выиграв титул в полусреднем весе. Али дважды, в 6-м и 9-м раундах, сбивал своего соперника прежде чем бой был остановлен.
25 апреля в «Мэдисон Сквер Гарден» Али победил Франсиско «Чиа» Сантану единогласным решением. После боя Али сказал: «Я в восторге от своей победы. Это мечта, сразиться здесь, в „Мэдисон-Сквер-Гарден“. Я бы хотел в следующем бою сразиться с соперником из топ-10».

### Чемпионский бой с Джесси Варгасом
5 марта 2016 года в бою за вакантный титул чемпиона мира в полусреднем весе по версии WBO проиграл техническим нокаутом калифорнийскому панчеру Джесси Варгасу. В то время как многие эксперты ожидали равного боя, Варгас бил чаще и эффективнее, дважды, в восьмом и девятом раундах отправляя Али на пол.
После проигрыша Варгасу, Али выиграл два боя, а 29 июля одержал важную победу, переиграв бывшего временного чемпиона WBA Йохана Переса (Венесуэла), вновь получив возможность стать претендентом на титул.

#### Чемпионский бой с Мигелем Котто
2 декабря 2017 года Али Садам провёл в «Мэдисон-сквер-гарден» поединок против 37-летнего пуэрто-риканского боксёра Мигеля Котто. У Котто были шансы на победу, но в конце концов скорость и более свежие ноги принесли победу Садаму. Котто проиграл бой по очкам единогласным решением судей (113—115, 112—116, 113—115), после чего принял решение завершить свою боксёрскую карьеру. По сообщениям, Мигель должен был получить за бой как минимум 2 миллиона долларов, в то время как Али было гарантировано 700 000 долларов.

## Награды
- «Возвращение года» по версии журнала The Ring (2017).
- «Апсет года» по версии журнала The Ring (2017).